# Carrancas
Carrancas är en kommun i Brasilien.   Den ligger i delstaten Minas Gerais, i den sydöstra delen av landet, 700 km sydost om huvudstaden Brasília. Antalet invånare är 3 952.
Omgivningarna runt Carrancas är huvudsakligen savann. Runt Carrancas är det mycket glesbefolkat, med 4 invånare per kvadratkilometer.